# João de Noronha, Capitão de Ceuta
Dom João de Noronha (1485 — Ceuta, 16 de Agosto de 1524) foi um militar português. Foi Capitão de Ceuta de 1522 a 1524. Era filho de Fernando de Menezes, 2.º Marquês de Vila Real. Não casou-se, mas deixou descendência, entre os quais Antão de Noronha, que foi vice-rei da Índia.